# Kraftwerk (álbum)
Kraftwerk es el álbum debut de la banda alemana Kraftwerk, lanzado en noviembre de 1970 por Philips Records.

## Lista de canciones
Todas las canciones compuestas por Ralf Hütter y Florian Schneider.
| Lado A |                        |              |          |  |
| N.º    | Título                 | Escritor(es) | Duración |  |
| 1.     | «Ruckzuck» (Santiamén) |              | 7:50     |  |
| 2.     | «Stratovarius»         |              | 12:14    |  |

| Lado B |                                             |              |          |  |
| N.º    | Título                                      | Escritor(es) | Duración |  |
| 3.     | «Megaherz» (Megacorazón)                    |              | 9:32     |  |
| 4.     | «Von Himmel hoch» (Desde lo alto del cielo) |              | 10:15    |  |

## Créditos
| - Ralf Hütter – órgano Hammond, órgano tubon - Florian Schneider – flauta, violín, percusión eléctrica - Andreas Hohmann – batería en "Ruckzuck" y "Stratovarius" - Klaus Dinger – batería en "Von Himmel hoch" | - Ingeniería por Conny Plank, asistido por Klaus Löhmer - Arte de portada por Ralf Hütter. |